# Polyura delphis
Polyura delphis es una especie de lepidóptero de la familia Nymphalidae. Es originaria de Asia donde se distribuye por la India, Birmania, Malasia e Indonesia.

## Descripción
Esta mariposa tiene múltiples manchas rojas bordeadas por bandas de color amarillo sobre un fondo blanco metálico. La envergadura es de aproximadamente 70 mm.